# Pfarrkirche Kamering

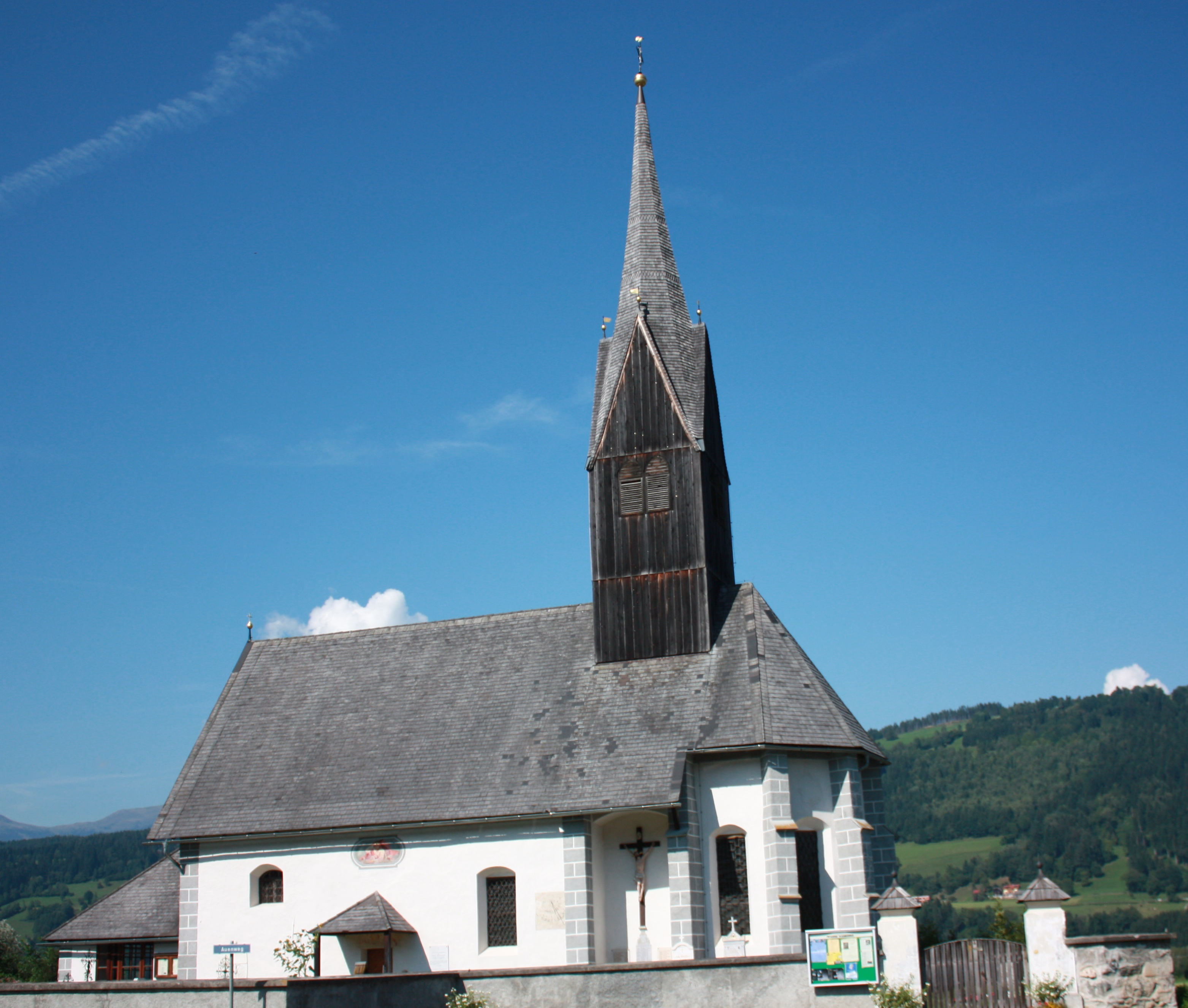
Katholische Pfarrkirche Maria Dornach in Kamering

Die römisch-katholische Pfarrkirche Kamering steht am nördlichen Rand der Ortschaft Kamering der Marktgemeinde Paternion im Bezirk Villach-Land in Kärnten. Die dem Patrozinium Maria Dornach unterstellte Kirche gehört zum Dekanat Spittal an der Drau in der Diözese Gurk-Klagenfurt. Die Kirche und der Friedhof stehen unter Denkmalschutz (Listeneintrag).

## Geschichte
Urkundlich wurde zwischen 1085 und 1097 sowie 1296 eine Kirche genannt. 1997 wurde bei der Außenrestaurierung die barocke Polychromie wiederhergestellt.

## Architektur
Das Kirchenäußere zeigt einen mittelgroßen Kirchenbau mit einem barocken Langhaus und einem gotischen Chor mit barocken Fenstern. Der hölzerne turmartige Ostdachreiter trägt einen Spitzgiebelhelm. Die Pfeilervorhalle nahezu in Langhausbreite ist südlich offen. Der eingezogene Chor hat zweifach abgetreppte Strebepfeiler, der westliche Strebepfeiler an der Südseite ist nur einfach abgetreppt. Nördlich steht ein Sakristeianbau.
Der Friedhof südlich um die Kirche hat einen Torbau aus Pfeilern.
Das Kircheninnere zeigt ein Langhaus unter einer flachen Holzdecke. Die große Westempore ist aus Holz. Der Triumphbogen ist eingezogen. Der einjochige Chor mit einem Fünfachtelschluss hat ein Kreuzrippengewölbe mit zwei runden Schlusssteinen, nördlich mit einem spätgotischen rundbogigen abgefasten Sakristeiportal mit einer Tür mit Eisenbeschlägen.
Südlich vom Triumphbogen befinden sich Reste einer Wandmalerei Ölberg aus 1493. 

## Einrichtung
Den neugotischen Hochaltar baute der Bildhauer Franz Schmalzl 1892, er trägt die Mittelfigur Maria mit Kind, die Gruppe Noli me tangere links und die Verkündigungsgruppe rechts. Der linke Seitenaltar trägt mittig ein bäuerliches barockes Kruzifix und die Heiligen Georg links und Florian rechts, beide aus dem 18. Jahrhundert. Der rechte Seitenaltar ohne Altararchitektur trägt mittig die Figur hl. Josef mit Kind und die Heiligen Katharina links und Barbara rechts um 1700. Im Chor gibt es spätbarocke Konsolfiguren der Heiligen Peter und Paul.
Eine Sitzfigur hl. Martin aus dem Anfang des 16. Jahrhunderts aus der Filialkirche Tragail hl. Magdalena ist in Verwahrung.
Eine Glocke wurde im 15. Jahrhundert gegossen.

## Grabdenkmäler
- Grabplatte 1601.